# Karl Ludwig Harding
Karl Ludwig Harding, nemški astronom, * 29. september 1765, Lauenburg, Nemčija, † 31. avgust 1834, Göttingen, Nemčija.
Harding je najbolj znan po svojem odkritju tretjega asteroida Juno.

## Življenje in delo
Leta 1796 je Schröter najel Hardinga za učitelja svojega sina. Leta 1804 je Harding odkril Juno na Schröterjevem observatoriju. Nato je odšel v Göttingen da bi pomagal Gaussu.
Poleg Juno je odkril tri komete. Na znanstvenih osnovah je med prvimi izdelal zvezdni katalog in ga leta 1808 izdal pod naslovom Atlas novus coelestis. Vseboval je podatke o 120.000 zvezdah.

## Priznanja

### Poimenovanja
Po njem se imenuje krater Harding na Luni in asteroid glavnega pasu 2003 Harding.